# 加氫站

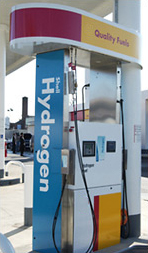
加氢泵

加氢站又称氢气站，是一种专门用来储存氢气以及加注氢气的氢气基础设施。按建设形式的不同，加氢站可分为固定式加氢站、撬装式加氢站和移动式加氢站；按氢气来源的不同，加氢站可分为站外制氢加氢站和制氢加氢合建站；按氢气存储状态的不同，加氢站可分为高压气氢加氢站和液氢存储型加氢站；按加注压力的不同，可分为35兆帕加氢站和70兆帕加氢站。
截至2019 年，亚洲共有178个公共加氢站。截至2024年上半年，全球累计建成加氢站达到1262座，其中中华人民共和国456座，全球占比达到36.1%，为全球加氢站保有量最大的国家。